# 刘秉琳 (1909年)
刘秉琳（1909年—1982年3月10日），男，原名王嘉祯，内蒙古和林格尔县大甲赖村人，中华人民共和国政治人物，曾任山东省革命委员会副主任，山东省人大常委会副主任，第五届全国人大代表。

## 生平
1926年10月考入西北军事政治学校，参加革命工作。1927年4月加入中国共产党。后在西北军、察哈尔民众抗日同盟军做兵运和情报工作，在甘肃、察哈尔、河北、上海、南昌、西安等地从事情报工作。地下斗争时期先后四次与党失掉联系，在极其困难的情况下，自觉积极寻找组织、为党工作。1931年秋，与党失掉联系，寄居在国民党左派将领、时任陕西省建设厅长赵守钰家中。赵守钰见其年轻有为，任命其为建设厅庶务主任，掌管财务人事大权。刘依此为掩护，积极寻找党。不久与党取得了联系，被派到西北军做兵运工作。刘不留恋安逸的生活，谢绝了赵守钰的再三挽留，赵守钰说：“人各有志，志不可夺。”1934年秋在南昌获取了“围剿”中央苏区的重要情报，在向党组织报送的途中，因叛徒告密，被特务跟踪，与敌周旋辗转到苏州摆脱了险境，在友人帮助掩护下及时地把情报送到上海党组织。1933年刘仲容在洛阳经其前岳父赵守钰介绍，与刘子华（即刘仲华）相识开始参加革命工作，进而与谢甫生、刘秉琳、向明等建立联系。1934年9月中旬，杨虎城陕军中的地下党派遣武志平辗转到上海找到上海中央局军委负责人王世英，王世英听取武志平的工作汇报后表示很满意，并交代今后工作的原则、方法等，认为目前虽然党与杨虎城、孙蔚如之间的统战工作受到破坏，但利用这个关系还可进行情报和交通工作，指示他仍回陕南；刘秉琳给武志平约定新的通信地址。
1935年任红军驻西安张学良杨虎城部代表，公开身份为杨虎城第十七路军总指挥部政治部主任秘书。在西安通往延安的咽喉要道——渭河林场建立起秘密联络站，护送了大批青年学生和爱国志士奔赴延安。1936年“西安事变”时，在红军驻西安办事处保卫部工作，及时向党提供各种重要情报，使党在正确处理“西安事变”时有所依据。1937年3月下旬，周恩来写给国民政府护送九世班禅回藏护送专使赵守钰书信一封，4月初派遣张文彬、刘秉琳、吴鸿宾等作为地下工作者配合回族民主人士马德涵，从西安出发，到西宁去找赵守钰做营救被青海马家军俘虏的红军西路军的工作，张文彬、刘秉琳在西宁活动了10 余天，还到县衙门街小学看望了被关押的红军。在西宁的赵守钰答应同马步芳沟通。1937年4月初，在赵的撮合下，张文彬和马步芳开始就被俘红军问题进行协商。经艰苦卓越的努力被俘红军四千七百多人重返陕北，李先念带七百多人从安西县突围去新疆时“二马”未击。
1937年7月抗战爆发后，任八路军野战司令部政治部锄奸部参谋，后任驻长治平顺县的晋东南第五专署政训队（实为专署公安处）队长（副队长史东生，教官李月波，三年间办了七期，培养了500多名公安干部）、太南公安处长。1940年8月在黎城县西井镇成立冀南、太行、太岳行政联合办事处（简称“冀太联办”）公安处，任处长。1941年夏调八路军前方总部情报处二科工作，徐启文、覃应机接任公安处正、副处长。任豫北敌区（友军）工作委员会书记、豫北地委委员。1945年任晋冀鲁豫军区政治部保卫部副部长。
解放战争时期，任晋冀鲁豫野战军政治部保卫部副部长，随刘邓大军千里跃进大别山后，当时敌强我弱，斗争形势十分险恶，为部队首长和司令部的安全亲自部署部队行动的安全保卫工作。1948年5月任中原军区政治部保卫部副部长。19492月任第二野战军政治部保卫部部长，兼南京市公安局副局长。
中华人民共和国成立后，任西南军政委员会公安部副部长、西南军区政治部保卫部部长。1954年调任山东省委常委，1955年1月至1956年9月兼省公安厅厅长、山东省委政法部部长、书记、常务书记，中共第八次全国代表大会代表。在山东办了公安学校、司法学校、山东工业专科学校（即劳改工业学校）、山东政法学院（1959年9月至1961年8月兼任院长）。1958年山东省委制造了一个所谓“反党集团”和“情报泄密案”，牵扯到省市一百多名干部，有三十多人身陷囹圄，省委决定由刘秉琳负责专案审查，作了大量艰苦细致的调查研究工作，弄清了事实真相，如实地向省委作了汇报，坚持原则，据理力争，省委对“一团”、“一案”作出了正确的结论，使一大批受冤枉的人恢复了名誉。1959年6月任山东省副省长兼山东省人民委员会秘书长。1960年7月24日山东省人委公布山东省编制委员会的组成人员，刘秉琳任主任委员。1960年12月30日至1961年1月5日山东省第二届代表大会第三次会议补选刘秉琳为副省长。1961年6月任中共山东省委书记处候补书记。1961年10月14日至15日山东省人民委员会举行第11次会议，副省长刘秉琳作了“继续深入开展生产救灾运动”的报告，要求灾区要充分依靠和发动群众，贯彻生产自救方针，把生产生活搞得更好，非灾区和城市要发扬互助互济精神，从人力物力财力方面大力支援灾区；会议决定，立即在全省范围内，继续深入开展生产救灾运动。1962年2月20日以原农业干校和文化干校为基础成立山东省行政干部学校，兼任校长。1962年7月11日兼任省人委党组副书记。1962年9月20日至22日山东省人民委员会举行第二届第15次会议，听取和讨论了常务副省长刘秉琳《关于生产救灾情况和今后意见的报告》。1962年11月13日免去山东省人民委员会秘书长兼职，改由副省长栗再温兼任。1963年12月18日至28日召开山东省第三届人民代表大会第一次会议，不再任副省长。1963年12月任中共山东省委书记处书记兼山东省军区政委。1967年8月至1971年秋，因在白区做情报工作的个人历史问题，被诬陷为“叛徒”“特务”“历史反革命”，被监护审查四年多。1972年10月任山东省革命委员会生产指挥部副主任，党的核心小组副组长。1977年4月至12月任山东省革命委员会副主任。1977年12月9日任山东省第五届人民代表大会常务委员会第一副主任，第五届全国人民代表大会代表。